# Salisbury (Connecticut)
Salisbury é uma cidade no Condado de Litchfield, Connecticut, Estados Unidos. A população era de 3.741 pessoas no censo de 2010.